# Battito cardiaco (Apple)
Battito cardiaco è un'applicazione sviluppata dalla Apple Inc. per il sistema operativo watchOS. Essa serve per monitorare il battito cardiaco, in battiti per minuto (BPM), dell'utente che indossa l'Apple Watch. L'applicazione è disponibile dalla terza versione del sistema operativo.

## Funzionalità
Appena avviata l'applicazione, viene mostrata l'ultima frequenza cardiaca misurata e subito l'Apple Watch inizia a misurare i battiti. I risultati vengono poi memorizzati nell'applicazione Salute sull'iPhone. Mentre viene utilizzata l'applicazione Allenamento viene costantemente monitorato il battito cardiaco.